# Sunnmøre
Sunnmøre (ældre dansk stavemåde Søndmøre) er den sydvestlige del af fylket Møre og Romsdal i Norge og består af kommunerne Giske, Haram, Hareid, Herøy, Norddal, Sande, Skodje, Stordal, Stranda, Sula, Sykkylven, Ulstein, Vanylven, Volda, Ørskog, Ørsta og Ålesund. 
De tre landskaper Sunnmøre, Romsdal og Nordmøre udgør til sammen fylket Møre og Romsdal. Mange øer, lange og trange fjorde og Sunnmørsalperne dominerer landskabet.
Sunnmørsdialekten hører, sammen med nordfjordsmål og sunnfjordsmål til de nordlege e-mål af vestnorske dialekter – en gruppe hvor romsdalsdialekten oftest også regnes med.
62°09′N 6°20′Ø / 62.15°N 6.33°Ø